# Сквер десантников
Сквер десантников находится в Тюменской области на улице Широтной в Восточном административном округе города Тюмень.

## История
Сквер десантников был открыт 2 августа 2009 г. Инициаторами открытия сквера были администрация Тюмени и региональная общественная организация «Союз десантников». Согласно информации тюменского отделения Союза десантников, в торжественной церемонии открытия сквера приняли участие более тысячи тюменцев, служивших в рядах воздушно-десантных войск, а открывал церемонию руководитель тюменского отделения Союза десантников Григорий Григорьев. Кроме того, в церемонии приняли участие ветераны десантных войск, участники Великой Отечественной войны, депутаты областной думы, воспитанники кадетских классов, а также бывший мэр Тюмени Сергей Сметанюк, заместитель председателя Тюменской областной Думы Виктор Рейн, первый заместитель главы города Тюмени Андрей Голоус, председатель областного Совета ветеранов Игорь Шаповалов, гендиректор Тюменской домостроительной компании Николай Щепелин. Мероприятие завершили минута молчания в честь павших, залп и торжественное возложение цветов к памятнику.
В сквере установлены памятник десантникам — обелиск с выполненным из бронзы рельефом: фигура десантника с автоматом и фраза «Сила и честь». По краям монумента находятся чёрный и белый земной шары. В глубине сквера расположены два артиллерийских орудия и постамент с БМД-1. Неподалёку от обелиска находится беседка в виде голубого парашюта. Сквер упирается в стену, на которой отображены эмблема и девиз ВДВ: «Никто кроме нас!». Общая площадь сквера составляет 1,5 тысячи кв.м.